# Frederick Dellenbaugh
Frederick Samuel Dellenbaugh (13 septembre 1853 - 29 janvier 1935) était un peintre, un écrivain et un explorateur américain né à McConnelsville dans l'Ohio.
Adulte, il devient membre d'une expédition visant à explorer la vallée de l'Escalante River et du massif montagneux Henrys mountain range. De 1871 à 1873, il travaille comme dessinateur et assistant topographe de  John Wesley Powell qui dirige une expédition d'exploration scientifique dans la région du  fleuve Colorado. En 1899, il participe à une expédition en Alaska et en Sibérie financée par l'homme d'affaires des chemins de fer Edward Henry Harriman.

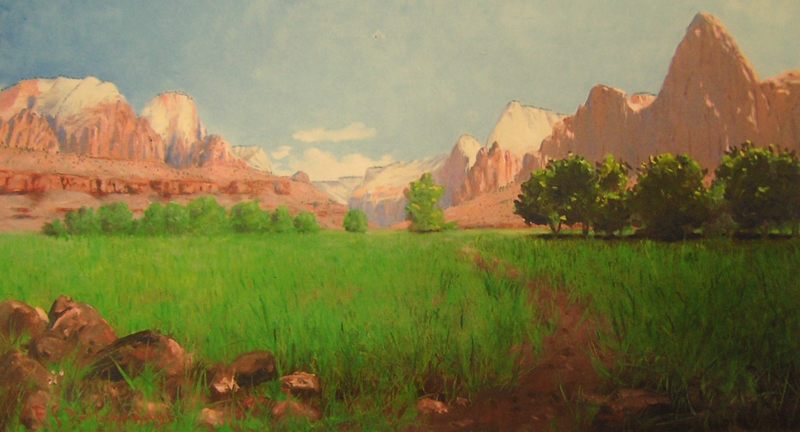
Peinture de Zion Canyon, par Dellenbaugh 1903

Lors d'un passage en 1903, Dellenbaugh réalise plusieurs peintures de la région du Canyon de Zion au sud-ouest de l'Utah. Ses peintures seront exposées à l'Exposition universelle de 1904 de Saint-Louis. Cette région deviendra en 1919 le parc national de Zion. Les peintures de Dellenbaugh eurent une influence sur la promotion du site sur le public et facilitèrent ainsi la préservation de la région en tant que parc national. Il participe à la création de l'organisme The Explorers Club en 1904.
Il travaille ensuite en tant que bibliothécaire de l'American Geographical Society entre 1909 et 1911. Il sera récompensé de la médaille John Burroughs Medal.